# 포레 (브뤼셀)

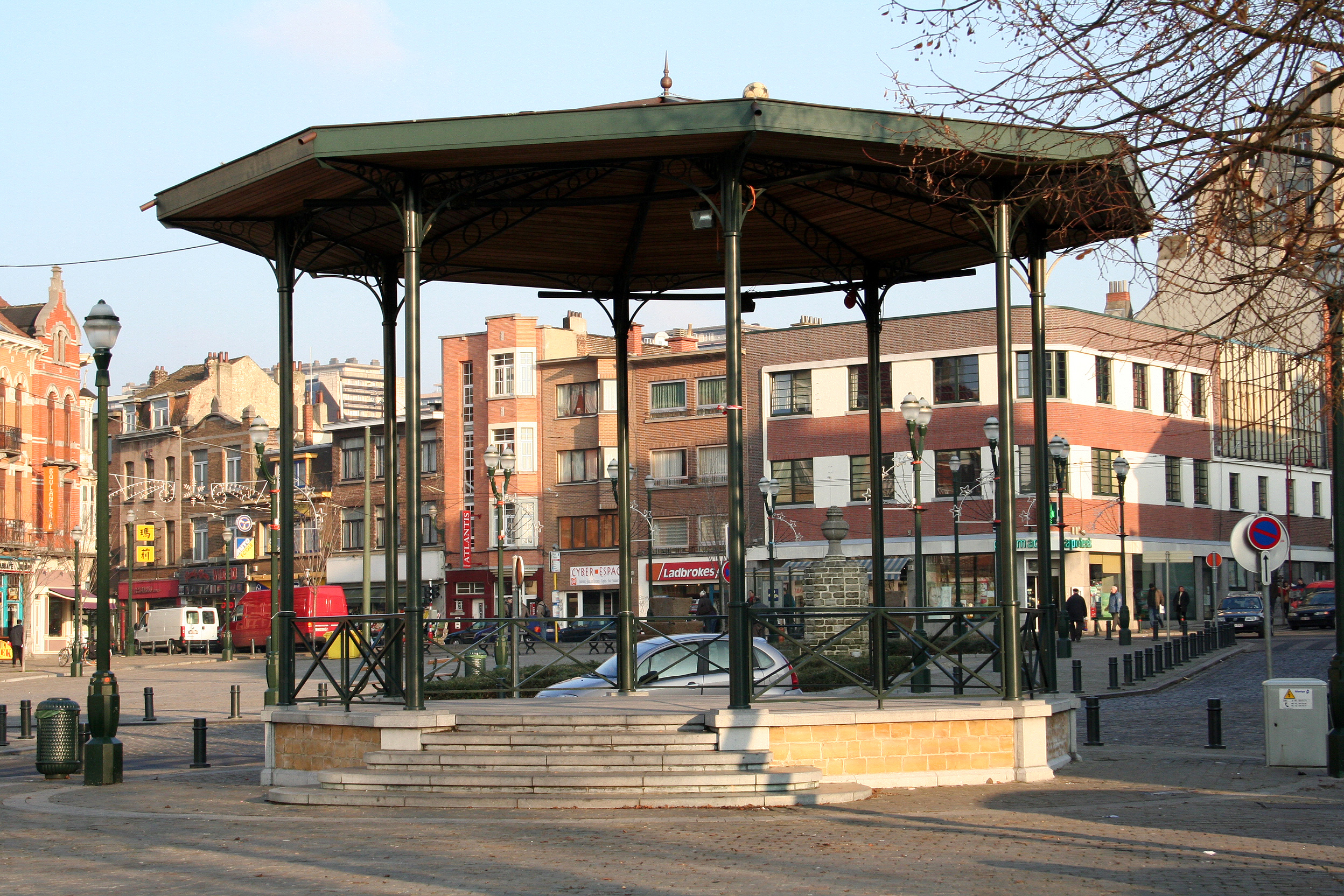
포레

포레(프랑스어: Forest, 발음: [fɔʁɛ]) 또는 포르스트(네덜란드어: Vorst, 발음 [vɔrst] ( 듣기))는 벨기에 브뤼셀 수도 지역을 구성하는 19개 지방 자치체 가운데 하나로 면적은 6.25km2, 인구는 53,312명(2013년 1월 1일 기준), 인구 밀도는 8,500명/km2이다.

시기
시 문장